# Anna von Nürnberg

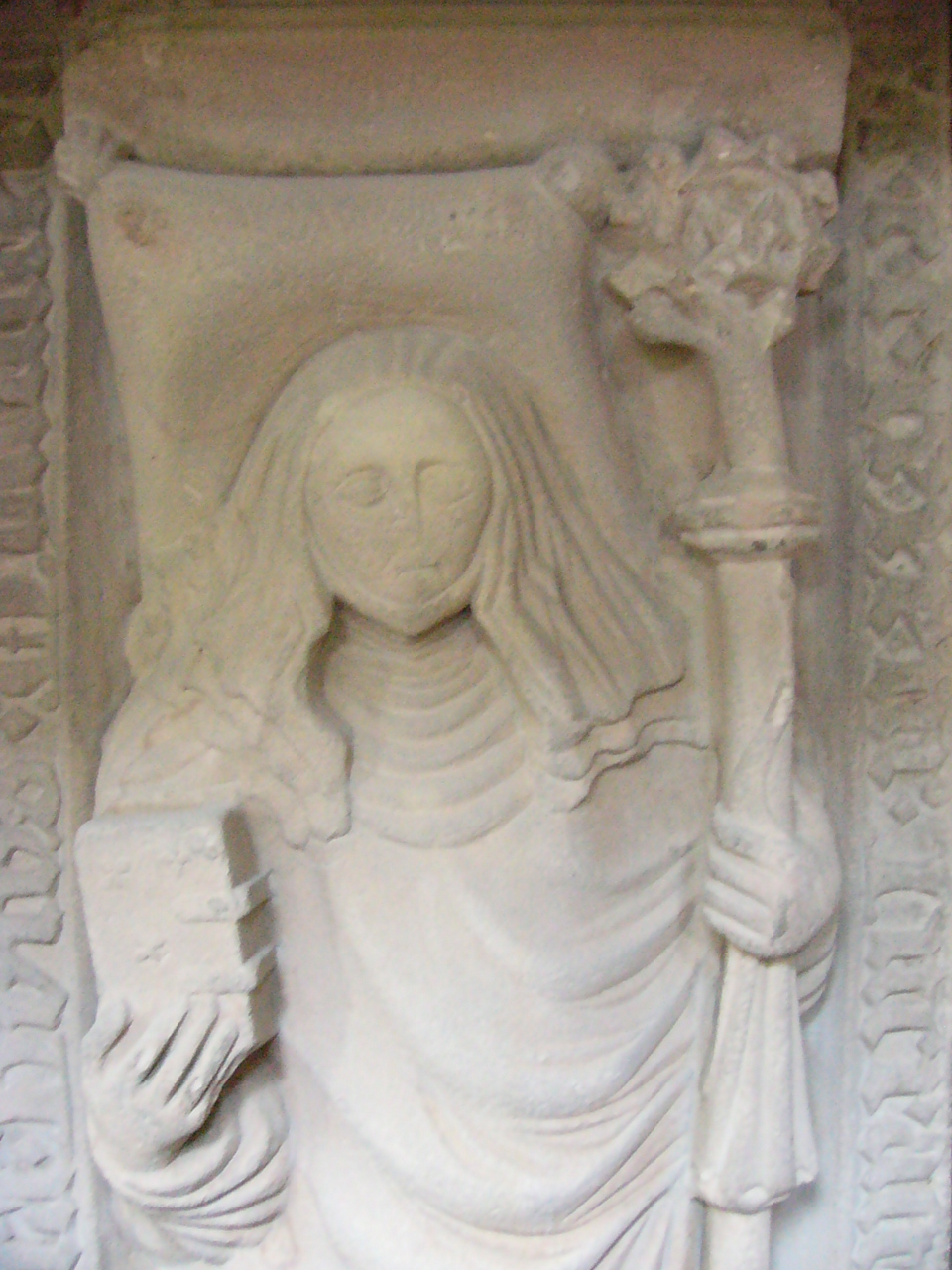
Epitaph der Äbtissin Anna von Nürnberg

Anna von Nürnberg († 27. Juli 1383) war Äbtissin des Klosters Himmelkron von 1370 bis 1383.
Sie entstammte der Familie der Burggrafen von Nürnberg aus dem Hause der fränkischen Hohenzollern. Sie war die Tochter des Burggrafen Johann II., der von den Grafen von Orlamünde die Herrschaft auf der Plassenburg und damit auch das von ihnen gegründete Kloster übernahm. Ihre Mutter war Elisabeth von Henneberg († 1377), Tochter von Berthold VII. Anna war zuvor bereits Äbtissin im Kloster Birkenfeld. Ihr Epitaph befindet sich an der Wand des Kirchenschiffes der Klosterkirche.

## Siegel

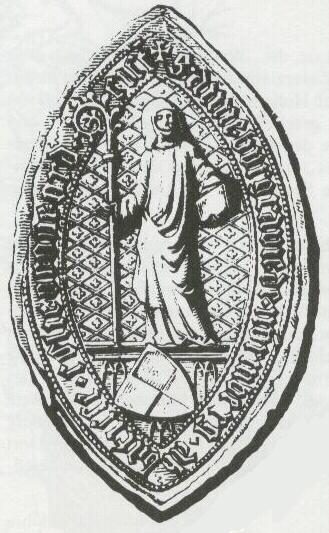
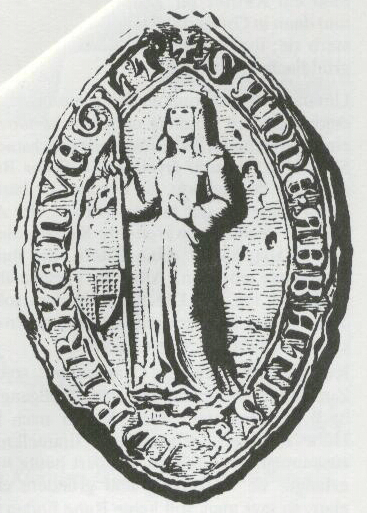